# Canjáyar
Canjáyar – gmina w Hiszpanii, w prowincji Almería, w Andaluzji, o powierzchni 66,93 km². W 2011 roku gmina liczyła 1438 mieszkańców.